# Flaunt the Imperfection
Flaunt the Imperfection — третий студийный альбом британской группы China Crisis, изданный лейблом Virgin Records в 1985 году.

## Об альбоме
Перед записью альбома группа обратилась к знаменитому продюсеру Брайану Ино с предложением о сотрудничестве и работе над их новым альбомом, однако тот отказался, и участникам China Crisis пришлось искать другого продюсера. Вскоре им посчастливилось найти нужного человека, который смог бы помочь в работе над их диском, таким человеком был Уолтер Бекер из группы Steely Dan. Бекер был очень заинтересован в сотрудничестве с музыкантами, так как однажды он приобрёл дебютный альбом China Crisis в магазине на Гавайях, прослушав его, Бекер остался, впечатлен записью. Бекер принял участие в записи альбома в качестве продюсера и клавишника. Помимо этого, в записи альбома принял участие известный звукозаписывающий инженер Роджер Николс, работавший со Steely Dan, Toto, The Beach Boys, Пласидо Доминго, Рики Ли Джонс, Родни Кроуэллом и многими другими артистами.
Flaunt the Imperfection был издан в 1985 году на грампластинке, аудиокассете и CD.
Критики положительно оценили альбом. Мэйсон Стюарт из Allmusic в рецензии написал, что на Flaunt the Imperfection China Crisis претерпели большие изменения в своём музыкальном стиле, по сравнению с предыдущими альбомами группы: Difficult Shapes & Passive Rhythms, Some People Think It's Fun to Entertain и Working with Fire and Steel – Possible Pop Songs Volume Two, звучание на этом альбоме мягче и нежнее, композиции и тексты песен стали выразительными, а совместить синтезатор и другие инструменты было хорошей затеей, именно этого и не было на предыдущих работах коллектива, так как инструментальные партии в тех песнях были неудачными. Обозреватель журнала Spin отметил, что коллектив удачно представил сплав таких стилей, как: регги, джаз, рок и поп.
Композиции «Black Man Ray», «King in a Catholic Style (Wake Up)», «You Did Cut Me» и «The Highest High» были изданы синглами, но наибольшего успеха группа добилась благодаря успешному появлению «King in a Catholic Style (Wake Up)» на американском рынке. Диск Flaunt the Imperfection стал наиболее успешным в коммерческом отношении в творчестве China Crisis. В 1985 году он получил золотой сертификат от британской ассоциации производителей фонограмм.
Альбом достиг девятого места в британском хит-параде UK Albums Chart, в американском чарте Billboard 200 он поднялся до сто семьдесят первого места.

## Список композиций
Все тексты написаны Дэйли, Джонсоном, Ландоном.
| №   | Название                          | Длительность |
| --- | --------------------------------- | ------------ |
| 1.  | «The Highest High»                | 4:16         |
| 2.  | «Strength of Character»           | 2:50         |
| 3.  | «You Did Cut Me»                  | 4:18         |
| 4.  | «Black Man Ray»                   | 3:39         |
| 5.  | «Wall of God»                     | 5:32         |
| 6.  | «Gift of Freedom»                 | 4:38         |
| 7.  | «King in a Catholic Style»        | 4:32         |
| 8.  | «Bigger the Punch I’m Feeling»    | 4:21         |
| 9.  | «The World Spins, I’m Part of It» | 4:12         |
| 10. | «Blue Sea»                        | 4:46         |

## Участники записи
- Гэри Дэйли  — вокал, бэк-вокал, синтезатор, композитор
- Эдди Ландон — гитара, бэк-вокал, вокал, композитор
- Газа Джонсон  — бас-гитара, композитор
- Кевин Уилкинсон  — ударные, перкуссия
- Тим Ренвик  — соло-гитара
- Уолтер Бекер  — синтезатор,  перкуссия, продюсер, аранжировка
- Стив Грегори — саксофон
- Тим Сэндерс  — сопрано-саксофон, тенор-саксофон
- Пит Томс  — тромбон
- Родди Лорример  — тромбон, флюгельгорн
- Саймон Клэркер  — альт-саксофон, баритон-саксофон, флейта
- Фил Браун , Роджер Николс — звукозаписывающие инженеры